# Paolo Savona
Paolo Savona (ur. 6 października 1936 w Cagliari) – włoski ekonomista, menedżer i nauczyciel akademicki, w latach 1993–1994 minister przemysłu, handlu i rzemiosła, od 2018 do 2019 minister ds. europejskich.

## Życiorys
W 1961 ukończył studia ekonomiczne, kształcił się potem w Massachusetts Institute of Technology. Specjalizował się w ekonomii monetarnej i ekonometrii. Pracował w dziale badań Banku Włoch (1963–1976), dochodząc do stanowiska dyrektora. Od 1976 pełnił funkcję dyrektora generalnego Confindustrii, w latach 1980–1989 był prezesem instytucji kredytowej Credito Industriale Sardo, a od 1980 do 1982 sekretarzem generalnym ds. planowania gospodarczego w ministerstwie budżetu. W latach 1989–1990 zarządzał bankiem Banca Nazionale del Lavoro, po czym do 1999 stał na czele FITD, instytucji zajmującej się gwarancją depozytów. Obejmował też m.in. funkcję prezesa Aeroporti di Roma oraz członka rady dyrektorów w RCS MediaGroup i Telecom Italia.
Zajmował się jednocześnie działalnością dydaktyczną. W latach 1976–2009 kierował katedrą polityki gospodarczej na Uniwersytecie LUISS w Rzymie. Wykładał też na Uniwersytecie w Perugii i na rzymskim uniwersytecie „Tor Vergata”. Był redaktorem periodyków ekonomicznych (m.in. „Economia Italiana”). Autor publikacji naukowych poświęconych polityce gospodarczej, polityce monetarnej czy globalizacji.
Od maja 1993 do kwietnia 1994 sprawował urząd ministra przemysłu, handlu i rzemiosła w rządzie Carla Azeglia Ciampiego. W latach 2005–2006 kierował departamentem polityki wspólnotowej przy urzędzie premiera. Opowiadał się przeciwko wejściu Włoch do strefy euro.
W maju 2018 Liga Północna wysunęła jego kandydaturę na urząd ministra gospodarki, co spotkało się ze sprzeciwem prezydenta Sergia Mattarelli, krytykującego poglądy ekonomisty na walutę euro. Ostatecznie w czerwcu tegoż roku Paolo Savona został ministrem bez teki do spraw europejskich w nowo powołanym rządzie Giuseppe Contego.
Zakończył urzędowanie w marcu tegoż roku w związku z objęciem funkcji przewodniczącego Consob, włoskiego regulatora rynków finansowych.

## Odznaczenia i wyróżnienia
Odznaczony Orderem Zasługi Republiki Włoskiej I klasy. Laureat m.in. nagrody Premio Scanno.